# Divot
Divot ist eine Bezeichnung aus dem Golf- und Pferdesport.

## Bedeutung
Bei einem Golfschlag können Grasstücke aus dem Rasen herausgeschlagen werden. Sowohl dieses Grasstück als auch die beschädigte Stelle nennt man Divot. Es gehört zur Etikette, das herausgeschlagene Stück auf dem Fairway wieder sorgfältig einzusetzen. Ohne das Zurücklegen könnten später die Bälle anderer Spieler in einer Vertiefung liegen bleiben. Das würde ein sauberes Treffen des Balles erschweren.
Insbesondere im Polo ist es üblich, dass die Zuschauer die herausgetretenen Grasstücke wieder einsetzen und festtreten.
Ursprünglich stammt der Begriff aus dem Schottischen und steht für ein dünnes Stück Grassoden (engl. turf, sod), das unter anderem zum Dachdecken verwendet wurde.